# Grigorij Děnisenko
Grigorij Georgijevič Děnisenko (rusky Григорий Георгиевич Денисенко; * 24. června 2000 Novosibirsk) je profesionální ruský hokejový útočník momentálně hrající v týmu Henderson Silver Knights v severoamerické lize AHL. V roce 2018 byl Floridou Panthers draftován v 1. kole jako 15. celkově. V květnu 2020 s Floridou podepsal vstupní tříletou nováčkovskou smlouvu. Svůj debut v NHL si odbyl 6. března 2021 v utkání proti Nashville Predators.

## Statistiky

### Klubové statistiky
| Sezóna      | Klub                     | Soutěž      |    | Základní část | Základní část | Základní část | Základní část | Základní část |   | Play off | Play off | Play off | Play off | Play off |
| Sezóna      | Klub                     | Soutěž      | Z  | G             | A             | B             | TM            | Z             | G | A        | B        | TM       |          |          |
| 2016–17     | Loko Jaroslavl           | MHL         | 28 | 9             | 13            | 22            | 59            | 4             | 0 | 0        | 0        | 0        |          |          |
| 2017–18     | Loko Jaroslavl           | MHL         | 31 | 9             | 13            | 22            | 30            | 12            | 5 | 2        | 7        | 8        |          |          |
| 2017–18     | Lokomotiv Jaroslavl      | KHL         | —  | —             | —             | —             | —             | 4             | 0 | 0        | 0        | 6        |          |          |
| 2018–19     | Lokomotiv Jaroslavl      | KHL         | 25 | 4             | 2             | 6             | 58            | 6             | 0 | 3        | 3        | 2        |          |          |
| 2018–19     | HC Lada Togliatti        | VHL         | 6  | 1             | 2             | 3             | 4             | —             | — | —        | —        | —        |          |          |
| 2018–19     | Loko Jaroslavl           | MHL         | 4  | 1             | 2             | 3             | 0             | 2             | 1 | 1        | 2        | 0        |          |          |
| 2019–20     | Lokomotiv Jaroslavl      | KHL         | 38 | 6             | 6             | 12            | 8             | 6             | 1 | 0        | 1        | 0        |          |          |
| 2020–21     | Syracuse Crunch          | AHL         | 15 | 5             | 4             | 9             | 2             | —             | — | —        | —        | —        |          |          |
| 2020–21     | Florida Panthers         | NHL         | 7  | 0             | 4             | 4             | 2             | —             | — | —        | —        | —        |          |          |
| 2021–22     | Charlotte Checkers       | AHL         | 30 | 9             | 9             | 18            | 8             | —             | — | —        | —        | —        |          |          |
| 2021–22     | Florida Panthers         | NHL         | 1  | 0             | 0             | 0             | 2             | —             | — | —        | —        | —        |          |          |
| 2022–23     | Charlotte Checkers       | AHL         | 56 | 12            | 24            | 36            | 39            | 4             | 0 | 0        | 0        | 6        |          |          |
| 2022–23     | Florida Panthers         | NHL         | 18 | 0             | 3             | 3             | 4             | 1             | 0 | 0        | 0        | 0        |          |          |
| 2023–24     | Vegas Golden Knights     | NHL         | 6  | 0             | 0             | 0             | 2             | —             | — | —        | —        | —        |          |          |
| 2023–24     | Henderson Silver Knights | AHL         | 65 | 20            | 36            | 56            | 50            | —             | — | —        | —        | —        |          |          |
| 2024–25     | Henderson Silver Knights | AHL         | 42 | 10            | 14            | 24            | 36            | —             | — | —        | —        | —        |          |          |
| 2024–25     | Vegas Golden Knights     | NHL         | 1  | 0             | 0             | 0             | 2             | —             | — | —        | —        | —        |          |          |
| KHL celkově | KHL celkově              | KHL celkově | 63 | 10            | 8             | 18            | 66            | 16            | 1 | 3        | 4        | 8        |          |          |
| NHL celkově | NHL celkově              | NHL celkově | 33 | 0             | 7             | 7             | 12            | 1             | 0 | 0        | 0        | 0        |          |          |

### Reprezentační statistiky
| Rok                            | Tým                            | Soutěž                         | Z                              | G  | A | B  | TM |    |
| ------------------------------ | ------------------------------ | ------------------------------ | ------------------------------ | -- | - | -- | -- | -- |
| 2017                           | Rusko 18                       | HGC                            | 1                              | 0  | 0 | 0  | 12 |    |
| 2019                           | Rusko 20                       | MSJ                            | 7                              | 4  | 5 | 9  | 4  |    |
| 2020                           | Rusko 20                       | MSJ                            | 7                              | 3  | 6 | 9  | 8  |    |
| Juniorská reprezentace celkově | Juniorská reprezentace celkově | Juniorská reprezentace celkově | Juniorská reprezentace celkově | 15 | 7 | 11 | 18 | 24 |